# Manfred Schober
Manfred Schober (* 28. Dezember 1941 in Liegnitz, Schlesien) ist ein deutscher Heimatforscher und ehemaliger Leiter des Heimatmuseums in Sebnitz.

## Leben
In der Nachkriegszeit kam Manfred Schober als Kind mit seiner Familie nach Sebnitz. Bereits als 15-Jähriger engagierte er sich ehrenamtlich für das Sebnitzer Heimatmuseum. Nach einer Lehre zum Buchdrucker arbeitete er einige Jahre in einer Buchdruckerei. Von 1972 bis 2004 leitete er das Sebnitzer Kunstblumen- und Heimatmuseum „Prof. Alfred Meiche“. In den ersten Jahren während seiner Tätigkeit als Museumsleiter absolvierte er ein Fernstudium der Volkskunde an der Humboldt-Universität zu Berlin.

## Wirken
Während seiner Zeit als Museumsdirektor integrierte er wichtige Sammlungen ins Museum, u. a.
die Nachlässe des Sebnitzer Heimatforschers Alfred Meiche und des Gründers der Hohnsteiner Kasperpuppenbühne Max Jacob, Originalschriften des Sächsischen-Schweiz-Erschließers Wilhelm Leberecht Götzinger und Werke von Hanns Georgi und Ilse Ohnesorge.

Als Heimatforscher veröffentlicht Schober zahlreiche Bücher zur Geschichte von Sebnitz und Umgebung. 2003 erschien sein bisher bekanntestes Werk, Sebnitz: aus der Geschichte einer sächsischen Stadt an der Grenze zwischen Elbsandstein und Oberlausitzer Bergland, das seit Götzingers Chronik von 1786 die erste ausführliche Abhandlung von Sebnitz’ Geschichte ist.

## Auszeichnungen
2017 ist Schober zum Ehrenbürger der Stadt Sebnitz ernannt worden. Diese Auszeichnung wurde zuvor 1979 das letzte Mal vergeben.
Außerdem ist er Ehrenmitglied im Landesverein Sächsischer Heimatschutz.

## Veröffentlichungen
- Aus dem Sagenschatz der Heimat: Sagen aus der Gegend um Hohnstein, Bad Schandau, Sebnitz und Neustadt. 1981, OCLC 312662046 (als Herausgeber).
- Das Leben eines Arbeiters: Gesprächsprotokoll. 1982, DNB 993666213 (genaues Erscheinungsjahr unbekannt).
- Sagen der Sächsischen Schweiz. 1983 (als Herausgeber).
- Beiträge zur Heimatgeschichte: Die Stadt und der Kreis Sebnitz in Vergangenheit und Gegenwart. 1984 (als Herausgeber).
- Felsenburg Neurathen. 1987, DNB 880505931 (zusammen mit Alfred Neugebauer und Dietrich Graf).
- Die Papierfabrik Sebnitz in den Jahren 1826–1945. 1989, DNB 1035897385.
- Georgi. 1989, ISBN 978-3-364-00153-1 (zusammen mit Hanns Georgi).
- Sagenbuch der Sächsischen Schweiz und ihrer Randgebiete. 1991, ISBN 978-3-910195-02-8 (von Alfred Meiche, Schober als Herausgeber).
- Sächsische Schweiz: Kuhstall und Lichtenhainer Wasserfall. 1993, ISBN 978-3-9803056-2-4 (unter Mitarbeit von Fritz Leder).
- Die Sebnitzer Kunstblume: die Geschichte eines Handwerks im Zeichen der Mode. 1994, ISBN 978-3-364-00302-3.
- Kunstblumen- und Heimatmuseum “Prof. Alfred Meiche” Sebnitz. 1998, DNB 955576962.
- Sebnitzer Volksleben und Landschaft in Scherenschnitten von Adolf Tannert (1839 – 1913). 1998, DNB 955835976.
- Sächsische und Böhmische Schweiz in alten Ansichtskarten. 2001, ISBN 978-3-8003-1814-8.
- Jahreszeiten im Elbsandstein: Sächsisch-Böhmische-Schweiz. 2001, ISBN 978-3-934514-10-2 (von Peter Rölke als Mitwirkender).
- Sebnitz: aus der Geschichte einer sächsischen Stadt an der Grenze zwischen Elbsandstein und Oberlausitzer Bergland. 2003, ISBN 978-3-934514-14-0.
- Malerweg-Wanderführer: neun Wanderungen auf den Spuren der Maler, Dichter und Komponisten des 18. und 19. Jahrhunderts. 2007, ISBN 978-3-934514-19-5 (zusammen mit Peter Rölke).
- Beschreibung der sogenannten Sächsischen Schweiz. 2008, DNB 110056943X (Hörbuch mit Texten von Wilhelm Lebrecht Götzinger).
- Die Mühlen der Sächsischen Schweiz; Teil: Rechtselbisches Gebiet. 2009, ISBN 978-3-934514-24-9 (unter Mitarbeit von René Misterek).
- Die Mühlen der Sächsischen Schweiz; Teil: Linkselbisches Gebiet. 2011, ISBN 978-3-934514-26-3 (unter Mitarbeit von Manfred Hickmann).
- Dorfleben in der Hinteren Sächsischen Schweiz: (Hinterhermsdorf und Umgebung) um 1900. 2018, DNB 1167279808 (Bildband mit Photographien von Bruno Richter und mit begleitenden Texten von Schober und Paul Richter).
- Wander- und Naturführer: Das nördlichste Böhmen. 2019, ISBN 978-3-934514-40-9 (als Co-Autor).